# Gällivarefinska
Gällivarefinska (meänkieli: Jellivaaransuomi, Jellivaaranvarieteetti) är en dialekt, eller undervarietet, av meänkieli som talas framför allt av äldre personer i Gällivare kommun. Dialekten avviker relativt mycket från torneälvdalsfinska som talas främst i kommunerna längs gränsälven, Torne älv. 
Ett mycket typiskt drag i gällivarefinskan är ordet tyhä (enbart, bara) som ofta används som utfyllnadsord, likt engelskans "you know". Gällivarefinskan har av naturliga orsaker även fler samiska lånord än torneälvdalsfinskan, t.ex. maala (djurblod), eno (älv). 
Morfofonologiska skillnader är bland annat det allmänna bruket av passivform i 3:e person pluralis: net menthiin methään (de gick till skogen). I torneälvdalsfinskan säger man samma sak med het menit methään.
I undervarieteten som talas i Nattavaara med omnejd saknas ofta vokalharmoni och är i så måtto jämförbar med estniska. Exempelvis säger man kyla (by) och mehta (skog).
Gällivarefinska kallas ibland även för byfinska.